# Llengües andines septentrionals
Les llengües andines septentrionals són una unitat filogenètica hipotetizada per Greenberg dins de les llengües andines, el parentiu de les quals és molt dubtós, i ha estat molt criticat per alguns especialistes, no sent acceptat per la majoria d'americanistes.
Segons Greenberg, les llengües andines septentrionals inclourien les següents llengües:
1. Culle. La llengua kulyi (culli, linga) es va parlar en Huaylas, Perú, situada per uns entre les andines septentrionals i per uns altres entre les llengües macro-paezanes.
2. Sec. (Llengua extinta)
3. Leco. La llengua leko (leco, lapalapa, ateniano) té uns pocs parlants a La Paz, Bolívia.
4. Llengües catacaoanes. La família de llengües catacaoanes, consisteix en 2 llengües totes dues mortes :
  1. Catacao. La llengua catacao (katakao) va ser parlada a Piura, Perú.
  2. Colán. La llengua kolán (colán) va ser parlada a Piura, Perú.
5. Llengües cholones, 2200 anys de diversificació lingüística, consisteix en 2 llengües totes dues mortes que es van parlar al Perú:
  1. Hibito. La llengua híbito (hívito) es va parlar al Perú.
  2. Cholón. La llengua cholón (seeptsá) és parlada a la vall del Huallaga, Perú, per menys de 10 persones.

No existeix evidència sòlida que existeixi un parentiu genètic entre aquestes llengües, les llistes de paraules aportades per Greenberg són escasses i no són concloents.